# Prima digestio fit in ore
Prima digestio fit in ore è una locuzione latina, che tradotta letteralmente, significa «la prima digestione avviene in bocca» (Scuola medica salernitana - Regimen Sanitatis Salernitanum).
La massa di consistenza pastosa, che i cibi masticati e mescolati con la saliva formano, si chiama "bolo". Poiché gli enzimi salivari sono i primi ad attaccare gli alimenti, quanto più restano nella cavità orale tanto più permettono una più facile digestione. Pertanto il suggerimento era di tenere una masticazione lenta con un tempo di 20/30 secondi per boccone.